# Dexosarcophaga termitaria
Dexosarcophaga termitaria är en tvåvingeart som först beskrevs av Guilherme A.M.Lopes 1939.  Dexosarcophaga termitaria ingår i släktet Dexosarcophaga och familjen köttflugor. Inga underarter finns listade i Catalogue of Life.